# Bibliografia dei folli
Bibliografia dei folli (titolo originale francese Bibliographie des fous: de quelques livres excentriques) è un saggio dello scrittore romantico Charles Nodier, pubblicato nel 1835 prima su «Le temps, journal des progrès» e poi su due fascicoli del «Bulletin du bibliophile» diretto da Joseph Léon Techener.
Si tratta di una rassegna di autori di libri eccentrici, di norma poco conosciuti, appartenenti ai primi secoli della stampa. Nodier ripercorre la biografia di questi scrittori di stranezze letterarie (da lui battezzati "folli letterari"), si sofferma sulla storia della ricezione delle loro opere e riflette sul legame intercorrente tra stravaganza e follia in letteratura.
La Bibliografia dei folli di Nodier fa parte della sua amplissima produzione di critica letteraria: è un'opera matura, scritta quando l'autore aveva 55 anni, e rivela una prosa ora puntigliosa e che non rinuncia all'elencazione precisa di dati bibliografici, biografici e aneddoti curiosi, ora saettante e fulminea, che esprime con un colpo di coda giudizi critici dalla verve umorale.
Gli scrittori sui quali Nodier si sofferma sono: Francesco Colonna, Guillaume Postel, Simon Morin, Jean Demons, Bluet d'Arbères, Antoine Gaillard.
In ultimo parla anche di Savinien Cyrano de Bergerac, che riabilita, prima della famosa opera di Edmond Rostand, dalle critiche interessate di Voltaire.
Da questo testo hanno preso inizio i lavori di ricerca sui "folli letterari", che dopo gli ottocenteschi Octave Delepierre e Pierre Gustave Brunet, hanno trovato il più celebre continuatore nello scrittore francese Raymond Queneau, e successivamente nei suoi stretti colleghi.